# Sociologia del genere e delle differenze di genere
La sociologia di genere è una branca molto sviluppata della sociologia che ha incominciato a svilupparsi a partire dal 1950.

## Scopo
Essa approfondisce dibattiti e stimola ricerche e indagini relativamente al "discorso" pubblico sui generi (maschile e femminile) e dei/nei generi, ossia l'identificazione nelle categorie del maschile e del femminile e, nei recenti sviluppi che hanno attinto agli studi femministi e alle queer theories, tra i generi. 

## Concetto di "ruolo di genere"
Il termine "gender role" ("ruolo di genere") è stato introdotto da Money nel 1955. È usato per dare una spiegazione a tutte le cose che le persone fanno o dicono relativamente a loro stesse assumendo, nel farle o dirle, lo status di bambina o bambino, ragazzo o ragazzo, uomo o donna. Esso include, ma non è da essa sostituibile, la sessualità, nel senso di esperienza erotica.
Il genere di una persona è qualcosa di complesso, che sebbene spesso occupi lo spazio scontato della vita quotidiana, riguarda spazi di apparenza, discorsi, movimento, e tutti quei fattori non prettamente limitati e limitanti il sesso biologicamente inteso.